# Sommerfrische (Fernsehsendung)
Die Sommerfrische (vollständiger Titel: Sommerfrische – Der Nachmittag im Westen und Südwesten) war eine Fernsehsendung am Nachmittag, die vom SWR und WDR gemeinsam live produziert wurde und auf ihren Fernsehsendern parallel ausgestrahlt wurde. Die Sendung ersetzte während der 3 Wochen der UEFA EURO 2024 die Sendungen  Kaffee oder Tee vom SWR und  Hier und heute vom WDR.
Das Nachmittagsmagazin wurde vom 17. Juni bis 5. Juli 2024, immer montags bis freitags von 16:15 Uhr bis 18:00 Uhr auf beiden Sendern ausgestrahlt.
Die Sendung wurde im SWR Funkhaus Baden-Baden produziert.

## Inhalte
Bei der Sommerfrische gab es in jeder Sendung viele verschiedene Servicethemen wie zum Beispiel aus den Bereichen Garten, Balkon, Haushalt und es gab Tipps für den Sommer. Außerdem wurde in jeder Sendung ein Rezept aus dem Westen und Südwesten vorgekocht von den bekannten Köchen vom SWR oder WDR. Täglich gab es zudem Live-Reportagen über regionale Besonderheiten aus dem Westen und Südwesten. Jeden Freitag gab es Promi-News.

## Moderation
Die Sommerfrische wurde immer von einem Duo moderiert und präsentiert. Dabei bestand dieses Duo aus einer Person des Moderationsteams von  Kaffee oder Tee (SWR) und eine Person von  Hier und heute (WDR). In jeder Woche moderierte ein anderes Duo.
| Woche                      | SWR-Team            | WDR-Team     |
| -------------------------- | ------------------- | ------------ |
| 17. Juni bis 21. Juni 2024 | Heike Greis         | Sven Kroll   |
| 24. Juni bis 28. Juni 2024 | Fatma Mittler-Solak | Anne Willmes |
| 1. bis zum 5. Juli 2024    | Martin Seidler      | Miriam Lange |